# Heinrich Schliemann
Johann Ludwig Heinrich Julius Schliemann (født 6. januar 1822, død 26. december 1890) var en tysk købmand og arkæolog. Med den græske forfatter Homer i hånden drog han ud for at finde Troja.

## Opvækst og ungdom
Heinrich Schliemann er født i Tyskland den 6. januar 1822 som søn af en fattig protestantisk præst. Han havde flere søstre. Moderens død i 1831, da han var ni år, var en meget traumatisk oplevelse for ham.
Senere erklærede han, at hans interesse for historie var begyndt som dreng, da faderen havde fortalt ham om de homeriske heltes kampe, om Paris og Helena, om Achilleus og Hector, om det mægtige Troja, der var gået op i luer og ødelagt. Hans far gav ham en illustreret verdenshistorie i julegave i 1829. I den der var tegninger af kampene. Allerede som otteårig havde han erklæret, at han ville rejse til Grækenland og finde Troja og kongens skatte.
Schliemann blev sendt til sin onkel i Neustrelitz. Hans far betalte for, at han kom i gymnasiet. Der er meget der tyder på, at han efter et enkelt år i gymnasiet blev overflyttet til en realskole, da faderen efter en beskyldning om at tage af kirkekassen ikke længere havde råd til at betale for gymnasiet. Han fortæller selv, at interessen for det klassiske Grækenland blev forstærket, da han hørte en fordrukken student citere Odysseen på oldgræsk og fandt sproget utroligt smukt.
Hele livet gav han udtryk for bitterhed over den boglige uddannelse, han blev snydt for i sin ungdom.

## Købmand og handelsmand
Efter realskolen kom han i lære hos en købmand, hvor han var i fem år, mens han læste som en gal i sin fritid. Derpå drog han til Hamborg, hvor han tog hyre som skibsdreng. Skibet forliste i en storm, og de overlevende blev skyllet op på Hollands kyst. 
Han fik arbejde i Amsterdam i 1842, først som bud og senere som bogholder. I 1844 skiftede han til et import-/eksportfirma, hvor han viste så store talenter for arbejdet, at han i 1846 blev udsendt som firmaets generalagent i St. Petersborg, hvor markedet blomstrede. Han repræsenterede flere firmaer, stiftede sit eget handelshus og blev efterhånden velhavende.

## Sproggeni
Samtidig lærte han sig russisk og græsk efter et selvopfundet system, som han brugte gennem hele livet til at lære sprog. Han skrev altid dagbog på det lands sprog, han var i.
Han lærte sig engelsk, fransk, hollandsk, spansk, portugisisk, svensk, italiensk, græsk, russisk, arabisk og tyrkisk, udover sit modersmål. tysk. Hans sprogegenskaber var en vigtig del af hans karriere som handelsmand, der importerede varer fra forskellige steder i verden.

## USA og Rusland
I 1850 døde hans bror, som var blevet velhavende i det californiske guldeventyr. Schlieman tog til Californien, hvor han stiftede en bank i Sacramento. Banken købte og solgte guld for over en million dollar på et halvt år i 1851, og Schlieman skabte sig en formue.
Året efter solgte han banken og tog tilbage til Rusland, hvor han giftede sig med Ekaterina, som var niece af nogle velhavende venner. Han havde da fået at vide, at hans barndomskæreste havde giftet sig med en anden.

## Arkæolog
I 1863 var han så rig, som nogen kunne ønske og besluttede at trække sig tilbage og hellige sig jagten på Troja. 
Han rejste meget, opsøgte berømte kulturelle og historiske steder. Et af hans mest berømte besøg var, da han forklædte sig som beduin for at få adgang til de mest hemmelige steder i Mekka, men det var fortsat Troja, der stod som det væsentligste for ham. 
På det tidspunkt var der heftige diskussioner om byen i det hele taget eksisterede, og de første undersøgelser af klassiske lokaliteter var allerede i gang bl.a. udgravninger på øen Santorino og i Tyrkiet, hvor englænderen Calvert gravede i Hissarlik.
Schliemann tog Homer bogstaveligt, og når der i 22. sang står
| Citat | Videre kom de forbi to klarthenrindende vandløb, kilderne hvorfra Skamandros, den hvirvlende flod har sit udspring. En af kildernes vand er varmt og op af dens bølger stiger, som røgen af ild, en damp der breder sig trindt hen. Kold derimod er den anden, selv midt i sommerens hede. Ligesom hagl eller sne eller vand som frosten har størknet. | Citat |
|       | |       |

så er det klart, at Schlieman drog ud med et termometer for at finde en høj, hvor der var to – og kun to – kilder, en varm og en kold. Højen skulle også være så stor at den kunne have plads til Priamos'  palads med 62 værelser, havde kæmpetykke mure og en bred port, der skulle også være mulighed for at løbe rundt om kongebyen som beskrevet i kampen mellem Acilleus og Hector.
I 1868 udgav Schlieman et skrift, hvori han talte for at Hissarlik var stedet for Troja, og Calvert, der ejede en del af højen, blev hans partner.
Schlieman bragte entusiasme, målrettethed, overbevisning og penge til arbejdet. Udgravninger kan ikke foretages uden økonomiske midler og er uden betydning, hvis resultaterne ikke publiceres. Schlieman kunne bidrage med begge dele. Det gjorde ham til en førende skikkelse i den græske arkæologi.

### Udgravning
1871 var han klar til at gå i gang med udgravningen, og da han skønnede at Troja lå i de underste lag, høvlede han igennem de øverste lag, til han nåede en mur og et brandlag, som han mente var målet. 
Han og Calvert røg i totterne på hinanden, da Calvert i en publikation i 1872 hævdede, at de havde ødelagt laget fra den trojanske periode. Eftertiden har givet ham ret.

#### Priamos' skat
Den mest omtalte og diskuterede del af historien om udgravningen af Troja skete i 1873, hvor ”Priamos' skat” dukkede op.
Ifølge ham, så han guld glimte og skyndte sig at sende alle arbejdere hjem, hvorefter han og Sophia kunne udgrave skatten og fjerne den pakket ind i Sophias røde sjal. 
”Jeg gravede i stor hast skatten ud med en stor kniv. Det foregik under opbydelsen af de største anstrengelser samtidig med, at jeg svævede i frygtelig livsfare, thi den store fæstningsmur, som jeg måtte grave ind under, truede hvert øjeblik med at styrte ned over mig. Men synet af alle disse genstande, som hver for sig var af umådelig værdi, gjorde mig så dumdristig, at jeg slet ikke tænkte på faren.”
Senere blev Sophia fotograferet med ”Helenas smykker”. Han publicerede fundet i 1874.
Den tyrkiske regering krævede en del af guldet, men det lykkedes ham og Calvert at smugle skatten til Grækenland. (Priamos' skat er stadig årsag til stridigheder).

## Mykene
1876 begyndte han udgravningerne i Mykene, hvor han opdagede skatgravene og fandt mere guld, – bl.a. den berømte guldmaske, som Schliemann fejlagtigt troede tilhørte Agamemnon. Men masken og gravene er fra ca. 1600 f. Kr. Og Agamemnon var samtidig med den trojanske krig, ca. 1200 f. Kr.

## Privatliv
Han blev gift med Ekaterina Petrovna Lyschin (1826–1896) i 1852, og ægteskabet var problematisk fra begyndelsen. Ekaterina var meget ambitiøs, men han vandt hendes agtelse, da han tjente en formue på indigomarkedet. De fik tre børn, og han tjente endnu mere på salg af militærudstyr under Krimkrigen og den amerikanske borgerkrig.
Ekatarina var ikke interesseret i eventyr og var blevet hjemme i Rusland. Heinrich hævdede – måske uberettiget – at han i 1850 var blevet amerikansk statsborger og havde udnyttet skilsmisseloven i Indiana til i 1868 at lade sig skille fra hende in absentia.
Han var skilt fra Ekatarina og havde brug for en ledsager med kendskab til græsk sprog og kultur: I en Athen-avis annoncerede han efter en ledsager. Hans ven, ærkebiskoppen af Athen, foreslog en af sine slægtninge, den syttenårige Sophia Engastromenos, der var smuk som Helena, og som han giftede sig med i 1869. De fik to børn Andromache og Agamemnon. Modvilligt tillod han, at de blev døbt, men han holdt Iliaden over børnenes hoved og citerede hundrede heksametre.
Til sin død i 1890 var Schliemann deltager i udgravninger både i Troja og i Grækenland.  I august 1890 rejste han til Halle for at blive opereret for en kronisk ørebetændelse. Mod lægernes råd begav han sig på rejse til Athen. Han gjorde ophold i Napoli for at se ruinerne af Pompeji og døde den 26. december på et hotelværelse. Han kiste overførtes til Athen, hvor det blev indsat i et mausoleum i klassisk græsk stil.

## Kritik
På hans tid var arkæologien ikke en etableret videnskab, og hans udgravningsmetoder var ikke anderledes end dem vi kender fra vores hjemlige fund udgravet af Frederik den 7..
Her som der  gik mange oplysninger tabt i forsøget på at finde spektakulære ting, der kunne opstilles i museerne.
Han er blevet kritiseret voldsomt for at have bortgravet de lag, der hører til den trojanske periode. Kritikerne glemmer, at der før hans tid næppe var nogen, der troede på at Troja fandtes.
Han blev i sin levetid kritiseret af hele den etablerede videnskab, dvs. alle med en universitetsuddannelse, der anså ham for at være en amatør, der kun i kraft af sine mange penge kunne føre sig frem.
I 1960'erne foretog en psykolog en gennemgang af tusindvis af breve fra ham, og psykologen nåede frem til et helt andet billede af Schliemanns barndom end det, der fremgår af hans dagbøger. Tilsyneladende hadede han sin far og gav ham skylden for moderens død. Det fremgår af nogle breve til søstrene. Der er intet i de tidlige breve, som antyder en interesse for Troja eller klassisk arkæologi. Hans egen fremstilling af barndommen er måske farvet.
I 1972 talte en professor fra Colorado universitetet på Schliemanns fødselsdag og  afslørede, at han havde fundet er række usandheder. Andre forskere fulgte op.
- HS var ikke – som hævdet – til middag hos den amerikanske præsident.
- Han forlod ikke Californien frivilligt, men fordi han havde snydt sin partner; straffen var lynchning.
- Han blev ikke – som hævdet – amerikansk statsborger i 1850.
- Han fik aldrig – som hævdet – en universitetsgrad fra Rostock.

Men det største problem er ”Priamos' skat”, der blev fundet i et lag, som nu kan dateres til tidlig bronzealder, altså længe før Priamos' Troja. Fundet er helt unikt og ser ikke ud til at høre til tidlig bronzealder. Hans tjener Yannakis har indrømmet at en del af fundet – ikke guldet – stammer fra en grav, der lå et stykke væk, og senere har man fundet ud af, at han fik en guldsmed til at fremstille nogle smykker i mykensk stil og fik dem anbragt i udgravningen. Andre blev fundet rundt om i udgravningen. Skønt Sophia på det tidspunkt var på besøg hos sin familie i Athen, ser det ud til, at hun støttede ham, da han hævdede hun hjalp ham.